# Heinz Kiwitz

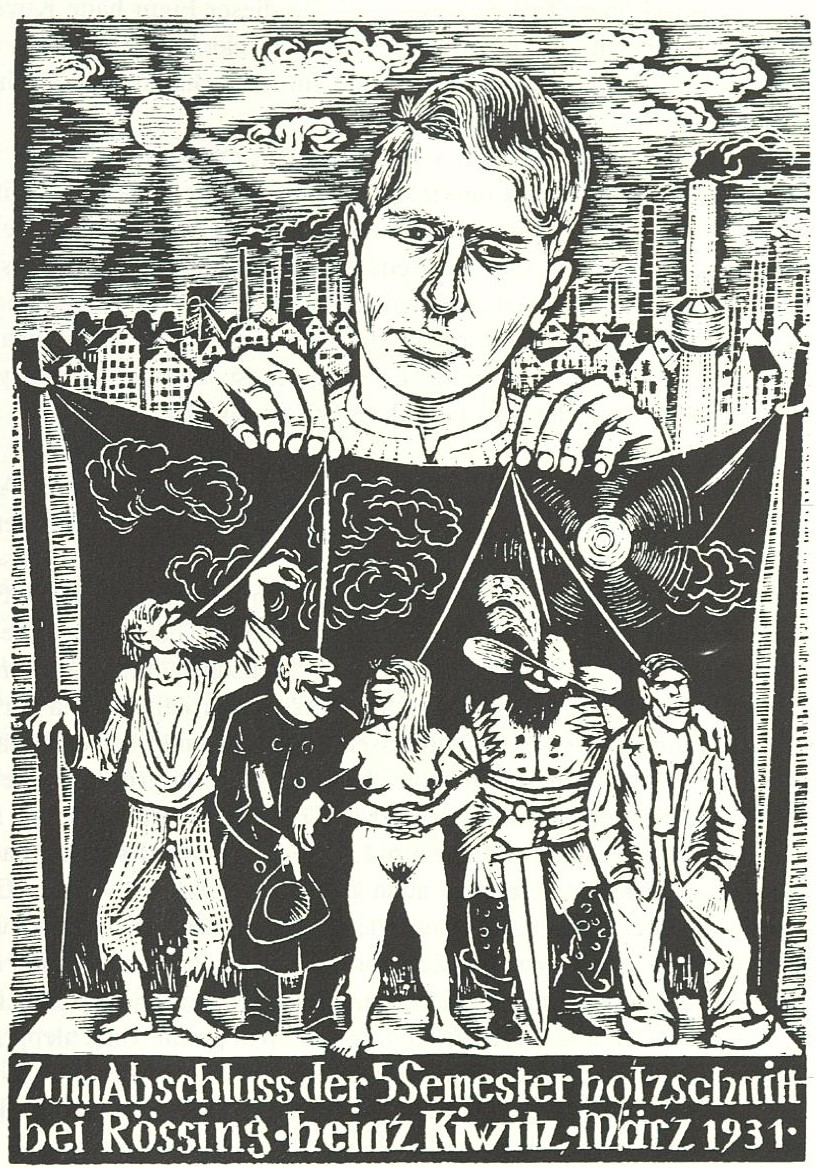
Abschlussarbeit bei Karl Rössing mit einem Selbstporträt (1931)

Heinz Kiwitz (geboren 4. September 1910 in Duisburg; gestorben 1938 in Spanien) war ein deutscher Holzschneider des Expressionismus. Er starb im spanischen Bürgerkrieg.

## Leben
Heinz Kiwitz war der Sohn des Buchdruckers Hermann Kiwitz und der Rebekka Fürstener, er hatte zwei Schwestern. Seine Eltern waren Mitglied in der SPD. Kiwitz verließ 1928 das Gymnasium. Er erhielt seine erste Ausbildung bei seinem Vater und dann an der Folkwangschule in Essen bei Professor Karl Rössing, weiterhin in Düsseldorf und Köln. Mit Günther Strupp zog er durch Frankreich und Italien, ab 1931 arbeitete er freischaffend in Berlin und war zeitweise Mitglied im völkischen Kampfbund für deutsche Kultur. Er wurde dann Mitglied der KPD und in der Assoziation revolutionärer bildender Künstler (ASSO).
Nach der Machtübergabe an die Nationalsozialisten 1933 wurde er wegen „antifaschistischer Tätigkeit“ und „gesellschaftskritischer Arbeiten“ ins KZ Börgermoor verschleppt. Nach seiner Entlassung 1934 vernichtete er aus Angst vor weiteren Repressionen einen Großteil seiner politischen Arbeiten und beschränkte sich auf Illustrationen zu literarischen Themen. In Zusammenarbeit mit dem Verleger Ernst Rowohlt entstanden Buchumschläge zu Faulkner-Ausgaben. 1935 lernt er Hans Fallada anlässlich der Illustrationen zu dessen Buch „Märchen vom Stadtschreiber, der aufs Land flog“ kennen. Zwei Wochen arbeiten beide gemeinsam in Carwitz. Kiwitz ist von der Figur des Enak so beeindruckt, dass in der Folge weitere 50 Holzschnitte entstehen, die 1936 unter dem Titel „Enaks Geschichten“ mit einem Vorwort Falladas erscheinen.
Ab 1936 nahm Kiwitz auf der Seite der Internationalen Brigaden am spanischen Bürgerkrieg teil. 1937 gelang ihm mit Hilfe von Rowohlt die Flucht aus Deutschland nach Kopenhagen, später ging er nach Paris ins Exil. Dort entstanden Arbeiten für die Emigrantenpresse. Am 27. August 1937 wurde Kiwitz’ Absage eines deutschen Künstlers an Hitler in einer Pariser Tageszeitung veröffentlicht. 1938 ging er nach Spanien und kämpft dort mit der Internationalen Brigade gegen das Franco-Regime. Er fiel vermutlich in der Schlacht am Ebro.

## Werke
- Buchumschlag zu William Faulkner: Licht im August, Rowohlt Verlag Berlin, 1935
- Märchen vom Stadtschreiber, der aufs Land flog von Hans Fallada mit Buchumschlag und Holzschnitten von Heinz Kiwitz, Rowohlt Verlag Berlin, 1935
- Erzählung in Holzschnitten Enaks Geschichten mit einem Vorwort von Hans Fallada, Rowohlt Verlag Berlin, 1936
- Buchumschlag zu William Faulkner: Wendemarke, Rowohlt Verlag Berlin, 1936.
- Heinz Kiwitz -Holzschn., Linolschnitte u. Zeichn. ; Kulturhaus d. Stadt Lüdenscheid, 6. April - 29. April 1983 ; Rathaus Telgte, 3. Juli - 31. Juli 1983, Lüdenscheid : Städt. Galerie 1983
- Fallada, Hans: Märchen vom Stadtschreiber, der aufs Land flog, mit Holzsch. von Heinz Kiwitz, Berlin : Aufbau-Taschenbuch-Verl. 1991, ISBN 3-7466-0071-5
- Fallada, Hans: Märchen vom Stadtschreiber, der aufs Land flog : mit Holzschnitten aus Enaks Geschichten, [Neumünster]: Wachholtz 2006, ISBN 978-3-529-01714-8

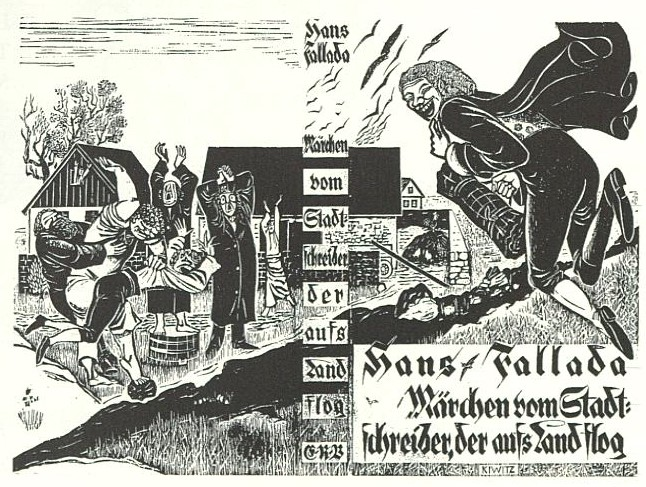
Umschlag zu Hans Fallada: Stadtschreiber (1936)
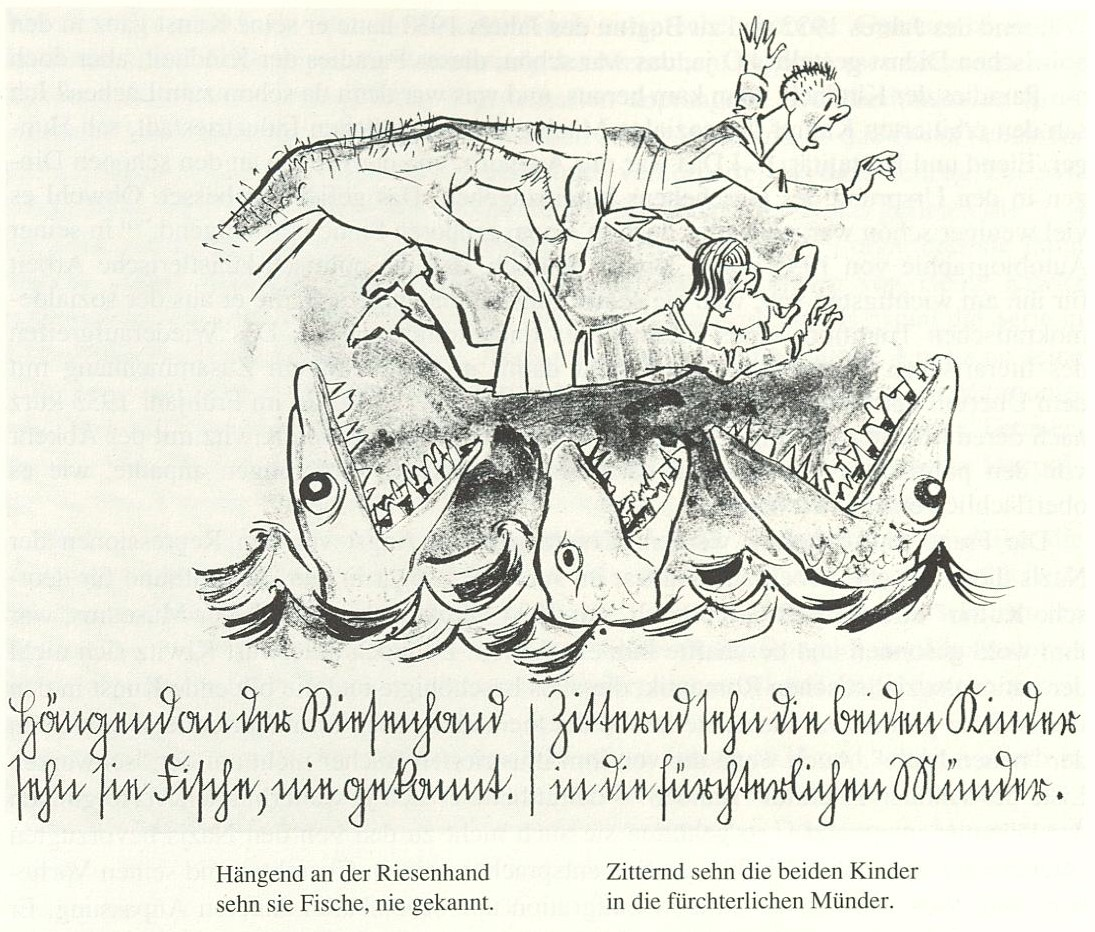
Fritz’ und Uschis Abenteuer (1929)
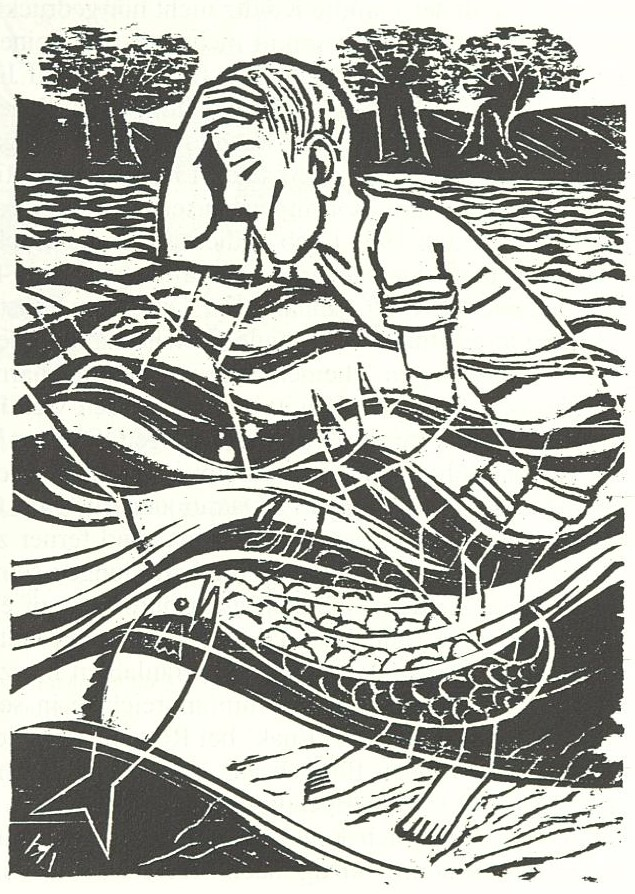
Fischender Knabe mit Wassernixe (1933)
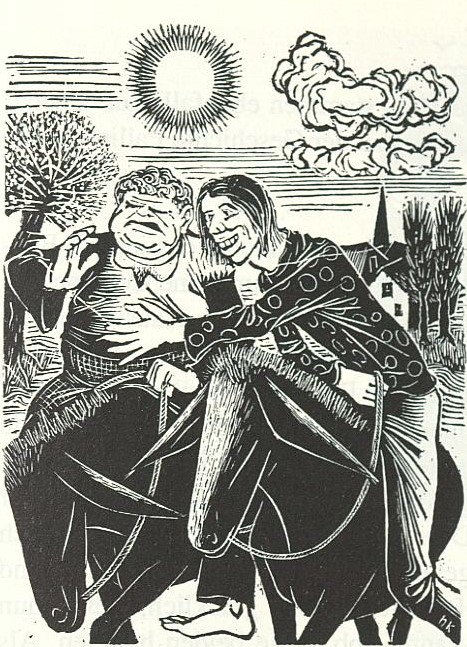
Tyll und Lamme Goedzak (1930)
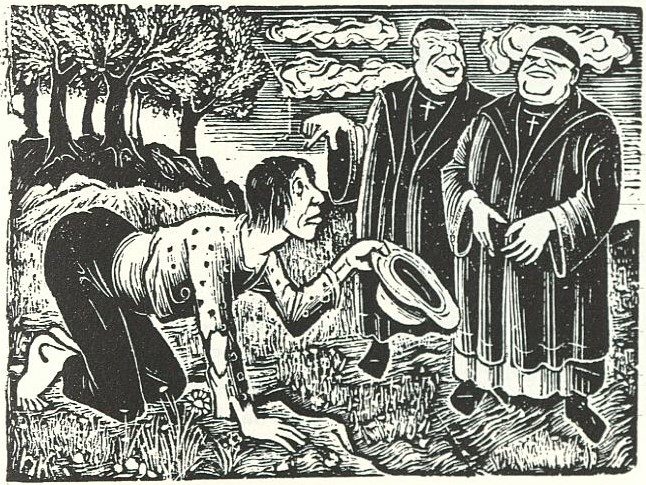
Tyll mit zwei als Prediger verkleideten Mordbuben (1930)

## Ehrungen

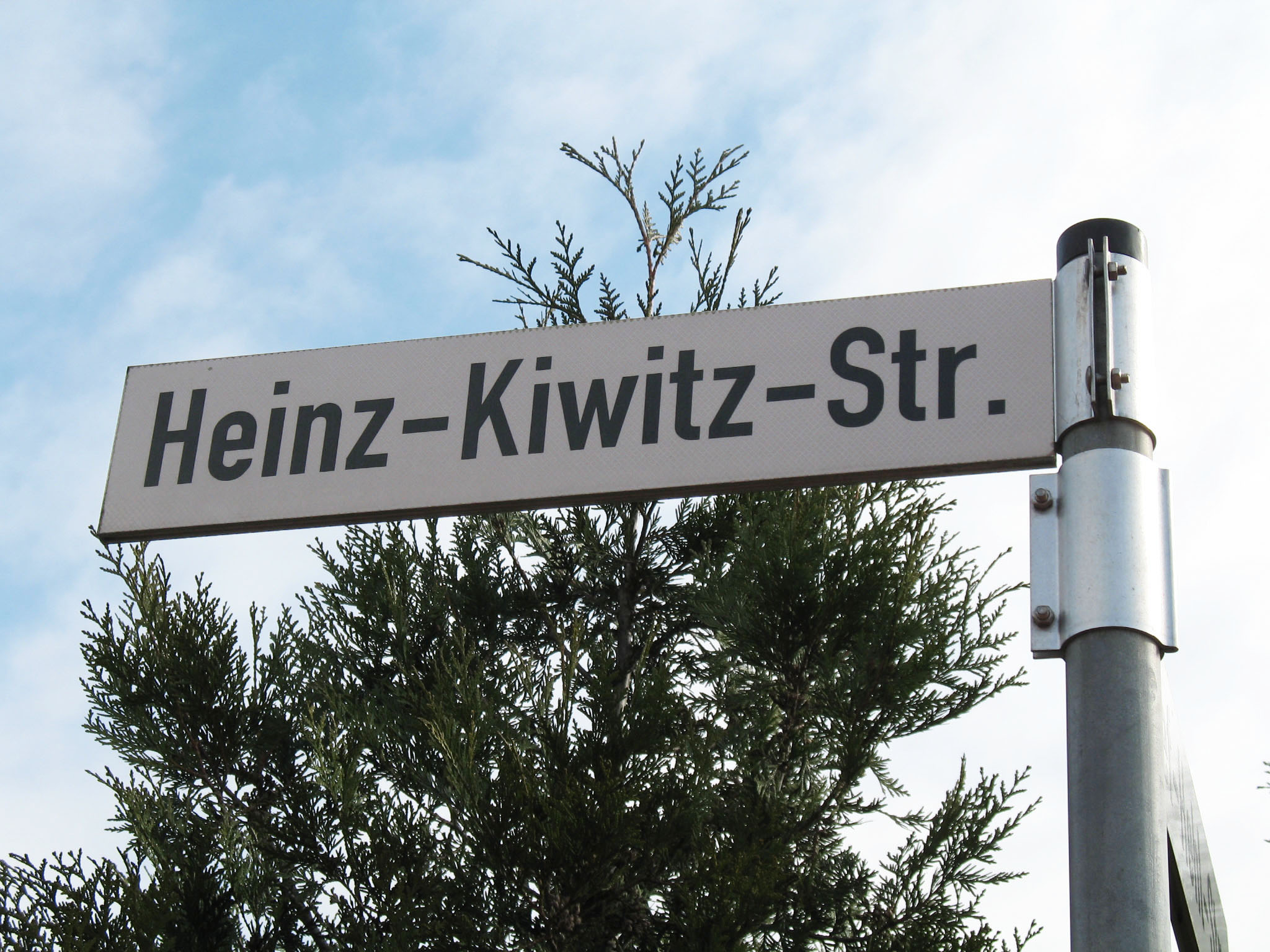
Heinz-Kiwitz-Straße in Duisburg

Seit 2005 ist in Duisburg eine Straße nach ihm benannt.
Der Bühnenbildner, Dramaturg, Schriftsteller und Maler Heinrich Goertz hat seinem Freund Heinz Kiwitz in seinem autobiographischen Roman „Lachen und Heulen“ ein Denkmal gesetzt.